# Karel Ooms
Karel Ooms (Dessel, 27 januari 1845 - Cannes, 18 maart 1900) was een Belgische kunstschilder van portretten, genre- en historische schilderijen. Ooms maakte ook diverse schilderijen met oriëntalistische scenes en landschappen.

## Leven

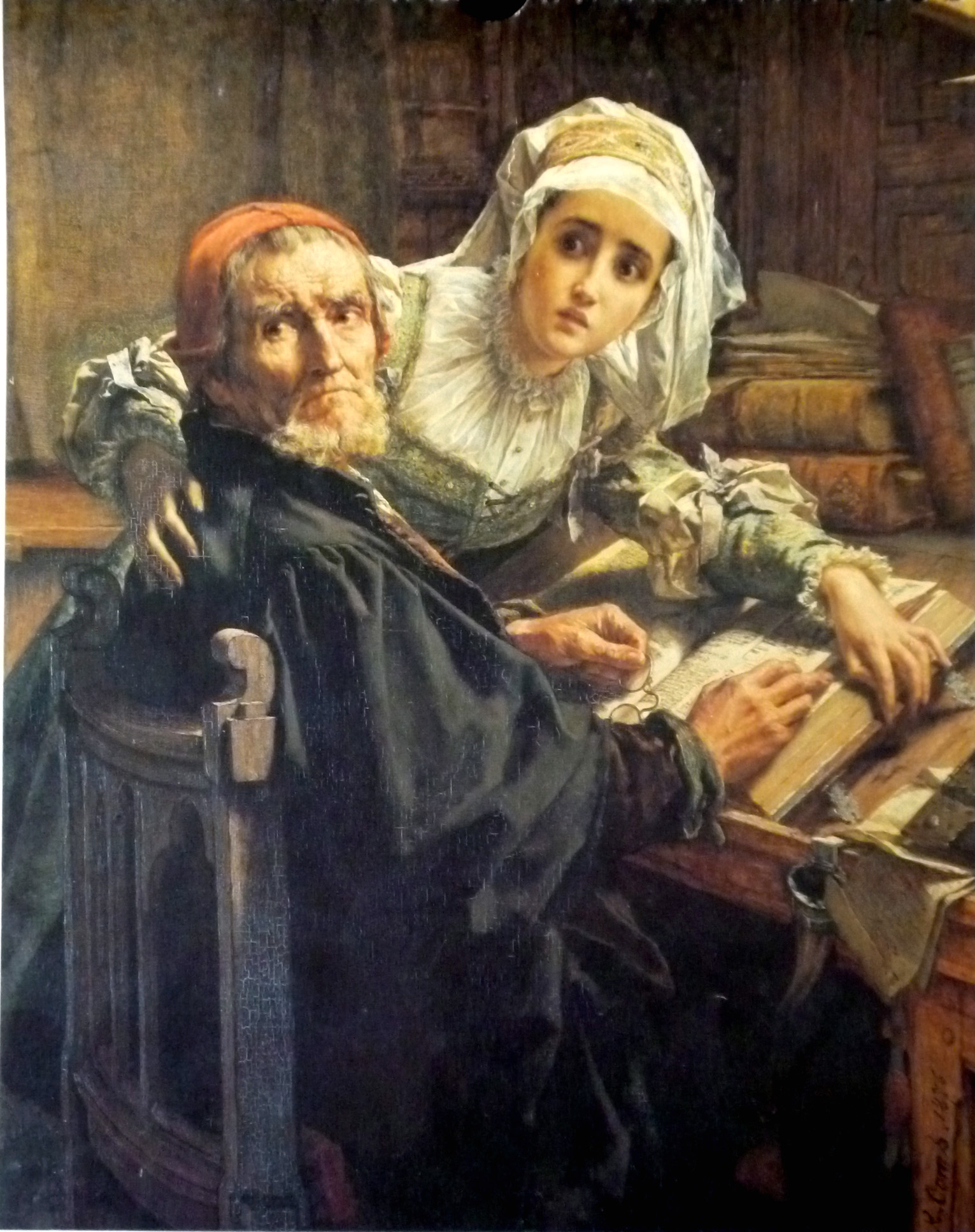
De verboden lezing (1876)

Ooms werd geboren in Dessel als de jongste zoon van een groot boerengezin. Zijn talent voor tekenen werd al snel opgemerkt en met financiële steun vanuit zijn woonplaats kon hij studeren aan de Antwerpse Academie voor Schone Kunsten. Een van zijn leraren was Nicaise de Keyser, een belangrijke kunstschilder en vertegenwoordiger van de Belgische Romantiek.
Na zijn afstuderen in 1865 keerde hij terug naar Dessel, waar hij feestelijk werd ontvangen, en schilderde hij twee altaarstukken voor de plaatselijke Sint-Niklaaskerk om zijn dankbaarheid aan zijn stad uit te drukken.
Ooms vestigde zich rond 1871 als zelfstandige kunstenaar aan de Zirkstraat in Antwerpen en kreeg al snel een reputatie als portretschilder. Daarnaast ontving hij diverse opdrachten voor religieuze en historische schilderijen. Ooms maakte ook diverse reizen door Europa en het Midden-Oosten. Zijn reizen naar Palestina en Egypte worden vastgelegd door de landschapsschilderijen die hij op locatie maakte.
In 1897 trouwde Ooms met barones Edith van Eersel, zijn vrouw was welgesteld en een fervent kunstliefhebber en verzamelaar. Kort na hun huwelijk ging het echtpaar wonen in Cannes in de villa van Edith aangezien een milder klimaat in de winter beter was voor de hartaandoening van Ooms. Op 18 maart 1900 stierf hij in Cannes. Een inbraak van dieven zorgde dermate voor stress dat zijn hartziekte verergerde en hij aan zijn aandoening overleed. Het stoffelijke overschot werd naar België overgebracht en werd begraven te Wilrijk op de voormalige begraafplaats Moretus. Het grafmonument van Ooms is inmiddels opgeruimd.

## Werken

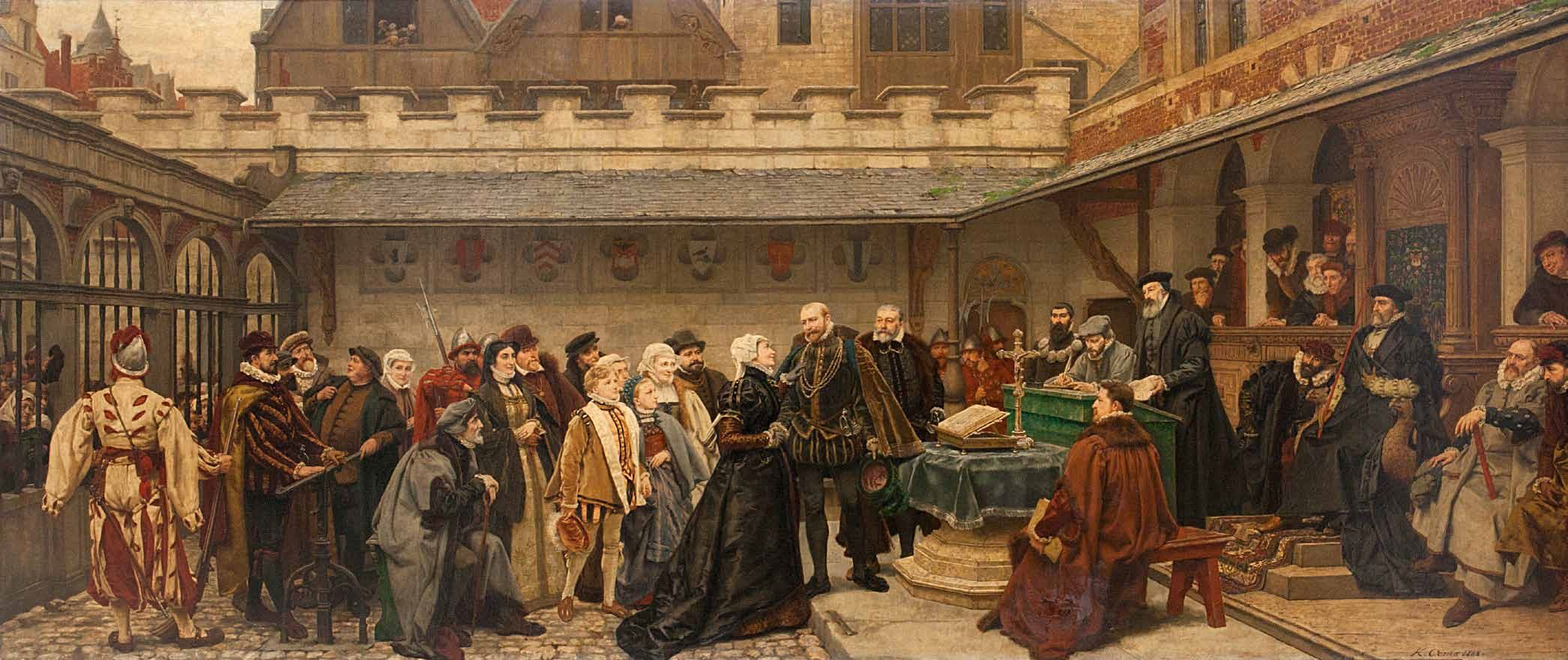
Onschuld door de wet beschermd (1888)

Tot zijn betere werken worden Onschuld door de wet beschermd en De verboden lezing gerekend. Het eerste schilderij maakte hij in opdracht voor het assisenhof te Antwerpen ter versiering van de zaal aldaar. Het geschilderde tafereel is gebaseerd op de vrijspraak van Pauwel Van Dale en Melchior van Groenenberghe in 1564. Ooms schilderde het in 1888 en diende later als model voor de uiteindelijke muurdecoratie die in 1891 is aangebracht.

## Galerij

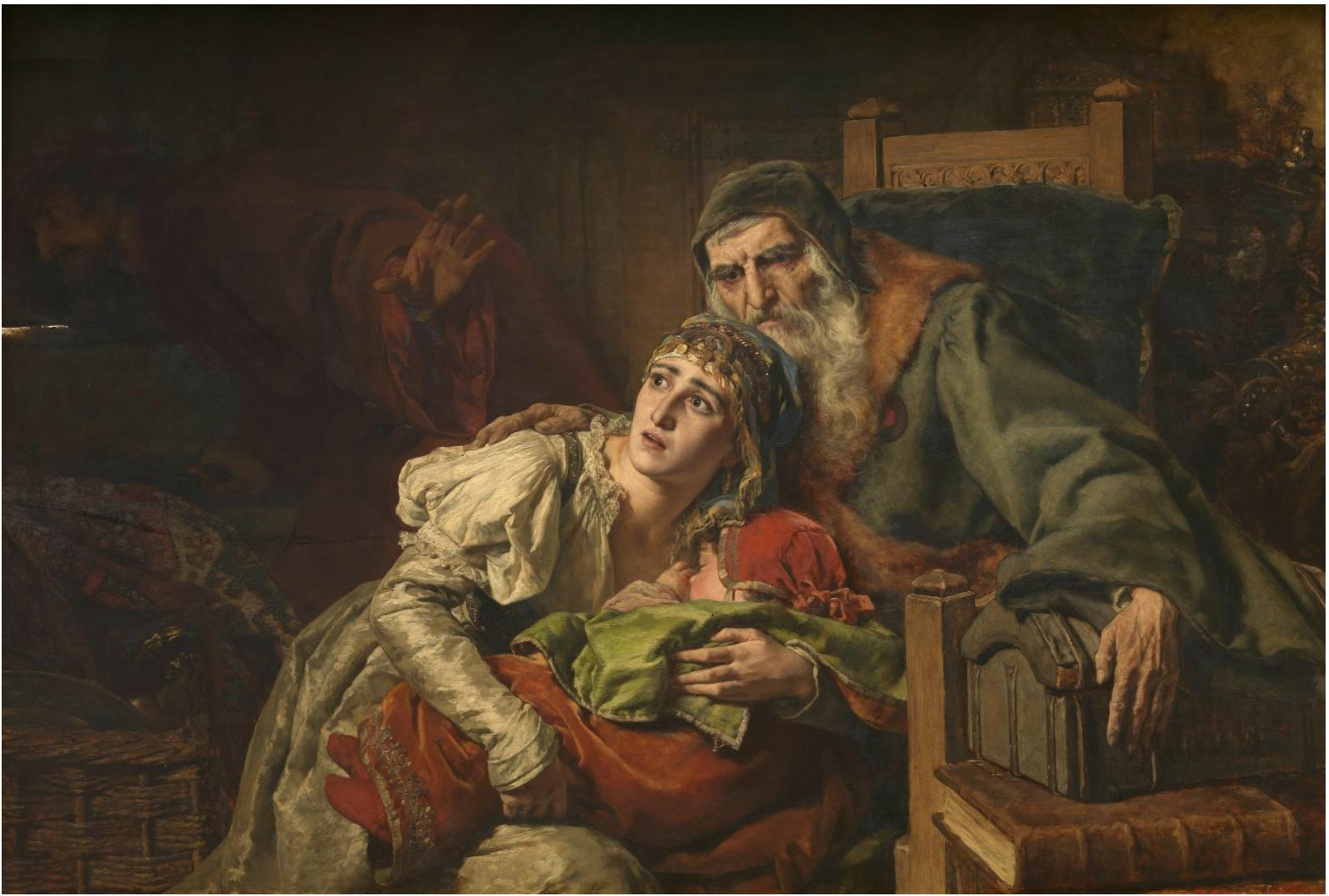
De joden in de middeleeuwen (1890)
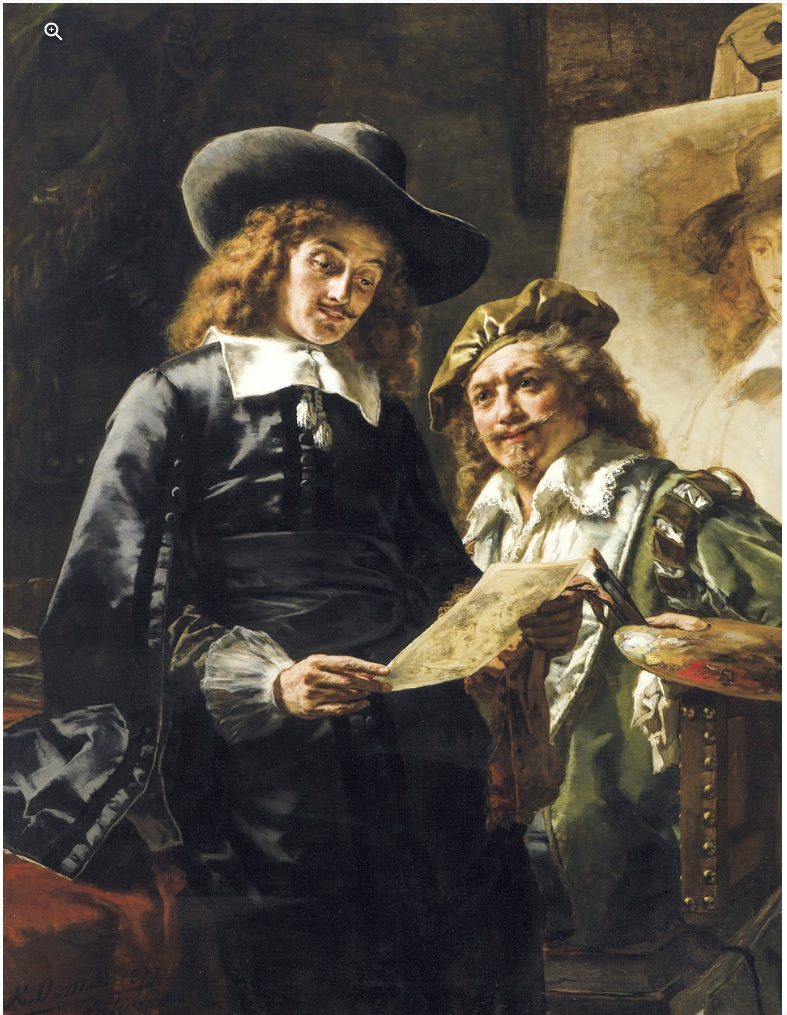
Rembrandt en zijn patron Jan Six (1877)
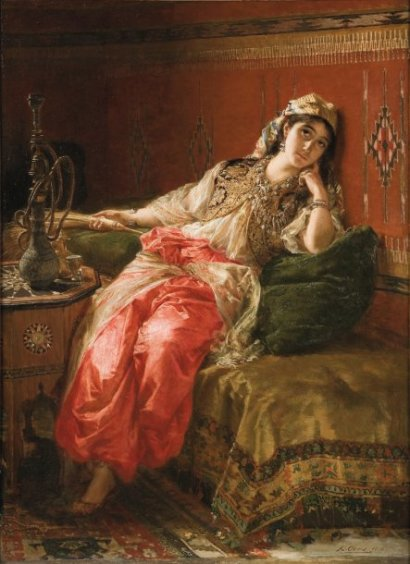
Dromen in de harem (1880)
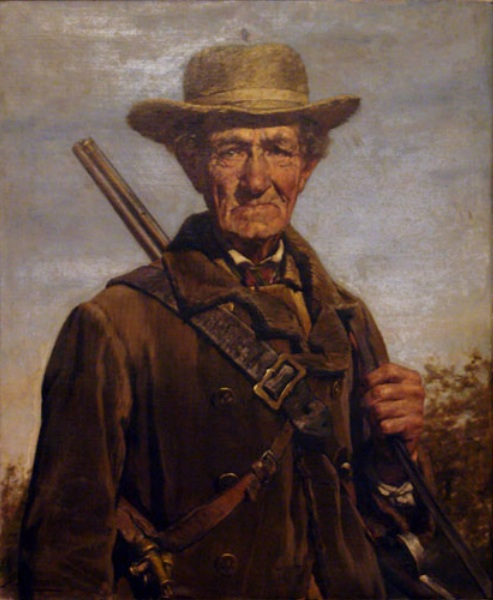
Portret van Kees Scheen (1888)
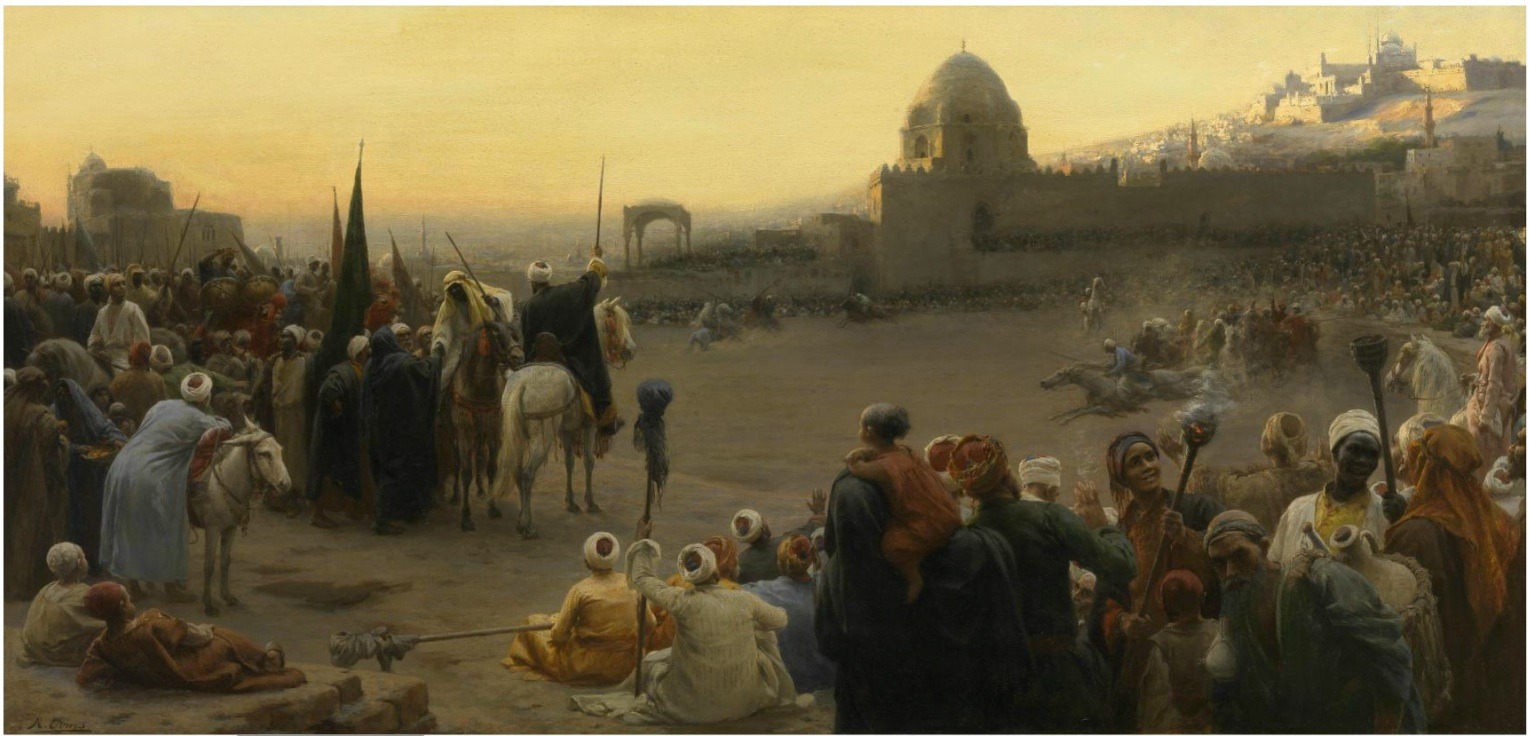
Fantasia in Egypte (tussen 1865 en 1900)

## Trivia
- Antwerpen en Dessel hebben allebei een Karel Oomsstraat, naar hem vernoemd.[7]